# Džakarta
Džakarta (fomalno DKI Jakarta) je velemesto v jugovzhodni Aziji, glavno mesto Indonezije in hkrati največje mesto v državi. Leži na severozahodnem delu Jave ob obali Javanskega morja. S površino 661,52 km² in 8.384.853 prebivalci (po uradnem popisu leta 2000) je enajsto največje mesto na svetu. Predstavlja središče urbanega območja Jabodetabek, kjer živi več kot 23 milijonov ljudi in se staplja z urbanim območjem sosednjega mesta Bandung. Je ekonomsko, politično, prometno in kulturno središče države.
Administrativno Džakarta ni mesto, temveč provinca s posebnim statusom prestolnice Indonezije. Namesto župana ima tako guvernerja in je razdeljena v več regij z lastno upravo. Dolgo časa je guvernerje Džakarte izbiral lokalni parlament, leta 2007 pa so guvernerja prvič izbirali na neposrednih volitvah.

## Zgodovina
Natančen čas nastanka Džakarte ni poznan. Mesto na območju današnje Džakarte je bilo sprva poimenovano Sunda Pura, kot prestolnica pa se omenja že v 4. stoletju n. št. Pod oblastjo kraljestva Sunda so ga preimenovali v Sunda Kelapa in v 14. stoletju je bilo eno njihovih najpomembnejših pristanišč. Evropejci so ga prvič obiskali leta 1513. Kmalu po tistem je prišel pod oblast sultanata iz Demaka (centralna Java) in dobil ime Jayakarta.
Lokalni oblastniki so vzpostavili stike tako z nizozemskimi trgovci, kot z njihovimi rivali, Angleži in obojim dovolili postaviti trgovsko postojanko v mestu. Ko so se njihovi odnosi z Nizozemci poslabšali, so jih ob pomoči angleškega ladjevja napadli, vendar so se Nizozemci obranili in prisilili Angleže k umiku iz mesta. Tako so utrdili svojo oblast v regiji in mestu leta 1619 dali ime Batavia. Kot trgovsko mesto je Batavia doživljala hiter razcvet in privlačila indonezijske ter kitajske imigrante, zaradi česar so se pojavile prve težave s prenaseljenostjo. Zaradi epidemij nalezljivih bolezni se je pričelo mesto širiti predvsem na jug, stran od pristanišča.
Današnje ime so mestu dali Japonci ob okupaciji Jave med drugo svetovno vojno. Ob koncu vojne so ga zavzeli zavezniki. Po vojni so indonezijski republikanci začeli z bojem za neodvisnost države. Za prestolnico so takrat začasno postavili mesto Yogyakarta, Džakarta pa je ponovno dobila ta status leta 1950, po razglasitvi neodvisnosti. Prvi indonezijski predsednik je spodbudil mnoge državno financirane projekte za izboljšanje infrastrukture in začel s preoblikovanjem mesta v današnjo podobo. Posebni administrativni status je dobilo 1966; kratica DKI pomeni Daerah Khusus Ibukota - posebno ozemlje prestolnice.

## Sedanjost
Kot mnoga velika mesta v razvijajočih se državah se tudi Džakarta spopada s hudimi težavami kot posledico hitre urbanizacije. Prebivalstvo je naraslo iz 1,2 milijona leta 1960 do skoraj 9 milijonov (upoštevajoč samo uradne podatke), kot središče regije pa pritegne tudi ogromno dnevnih migracij. Razvoj infrastrukture ne sledi povečanju prebivalstva, posledica česar so obsežni prometni zastoji, onesnažen zrak in težave z odvozom odpadkov. Slaba kanalizacija in nizka nadmorska višina pa poleg tega povzročata redne poplave. Zato vlada načrtuje selitev glavnega mesta v novozgrajeno Nusantaro na Borneu.
Transportni sistem v mestu predstavljajo večinoma privatni minibusi in motorizirane rikše, ki jim domačini pravijo bajaj, beležijo pa tudi letno 10% rast števila osebnih avtomobilov. Kljub poskusom modernizacije samo 2 % prebivalcev uporablja javni prevoz.
Kulturno in narodnostno je Džakarta kot politično ter ekonomsko središče izrazito kozmopolitansko mesto. V njem se mešajo lokalna ljudstva z različnimi priseljenci iz preostalega dela jugovzhodne Azije, zelo pomembna pa je tudi kitajska skupnost.

## Pobratena mesta
Džakarta ima formalne odnose z več mesti po svetu:
| - Peking, Ljudska republika Kitajska - Berlin, Nemčija - Budimpešta, Madžarska - Istanbul, Turčija - Jeddah, Saudova Arabija |  | - Los Angeles, Združene države Amerike - Manchester, Združeno kraljestvo - Manila, Filipini - Navi Mumbai, Indija - Novi Južni Wales (zvezna država), Avstralija - Pariz, Francija |  | - Rotterdam, Nizozemska - Seul, Južna Koreja - Tokio, Japonska - Pjongjang, Severna Koreja |